# (7779) Susanring
(7779) Susanring es un asteroide perteneciente al cinturón de asteroides descubierto el 19 de mayo de 1993 por Jack B. Child desde el Observatorio del Monte Palomar, Estados Unidos.

## Designación y nombre
Designado provisionalmente como 1993 KL. Nombrado en honor a Susan Ivanka Ring, miembro inspirado y dedicado de la Sociedad Astronómica de Canberra. El amor de Susan por la astronomía se ha expresado a través del apoyo comprometido de los programas escolares de observación y el liderazgo en la Sociedad, así como a través de su devota dirección editorial de la revista Southern Sky.

## Características orbitales
(7779) Susanring está situado a una distancia media del Sol de 2,353 ua, pudiendo alejarse hasta 2,869 ua y acercarse hasta 1,837 ua. Su excentricidad es 0,219 y la inclinación orbital 25,633 grados. Emplea 1318,24 días en completar una órbita alrededor del Sol.
Pertenece a la familia de asteroides de (25) Phocaea.

## Características físicas
La magnitud absoluta de (7779) Susanring es 13,71. Tiene 4,657 km de diámetro y su albedo se estima en 0,356. 